# Luighi
Luighi Hanri Sousa Santos (São Paulo, Brasil, 30 de abril de 2006), más conocido como Luighi es un futbolista brasileño que juega como delantero en el S. E. Palmeiras del Campeonato Brasileño de Serie A.

## Estadísticas

### Clubes
Actualizado al último partido disputado el 14 de noviembre de 2023.
| Club                     | Div.          | Temporada     | Liga  | Liga  | Liga   | Estatal | Estatal | Estatal | Copas nacionales | Copas nacionales | Copas nacionales | Copas internacionales | Copas internacionales | Copas internacionales | Total | Total | Total  |   |
| Club                     | Div.          | Temporada     | Part. | Goles | Asist. | Part.   | Goles   | Asist.  | Part.            | Goles            | Asist.           | Part.                 | Goles                 | Asist.                | Part. | Goles | Asist. |   |
| ------------------------ | ------------- | ------------- | ----- | ----- | ------ | ------- | ------- | ------- | ---------------- | ---------------- | ---------------- | --------------------- | --------------------- | --------------------- | ----- | ----- | ------ | - |
| S. E. Palmeiras · Brasil | 1.ª           | 2024          | 0     | 0     | 0      | 0       | 0       | 0       | 0                | 0                | 0                | —                     | 0                     | 0                     | 0     |       |        |   |
| S. E. Palmeiras · Brasil | Total club    | Total club    | 0     | 0     | 0      | 0       | 0       | 0       | 0                | 0                | 0                | —                     | 0                     | 0                     | 0     | 0     | 0      | 0 |
| Total carrera            | Total carrera | Total carrera | 0     | 0     | 0      | 0       | 0       | 0       | 0                | 0                | 0                | —                     | 0                     | 0                     | 0     | 0     | 0      | 0 |